# 괴산중학교
괴산중학교(槐山中學校)는 대한민국 충청북도 괴산군 괴산읍 대사리에 있는 공립 중학교이다.

## 학교 연혁
- 1946년 7월 31일 : 괴산공립초급중학교 설립인가
- 1946년 10월 1일 : 괴산중학교 개교
- 1970년 12월 17일 : 현본관 준공(22개 교실)
- 1977년 3월 1일 : 괴산고등학교 분리 이전
- 1986년 3월 1일 : 남 여 공학 실시
- 1994년 1월 15일 : 과학관 준공 및 개관
- 2006년 10월 12일 : 다목적실(강당) 준공
- 2009년 5월 13일 : 인조잔디운동장 준공
- 2011년 6월 9일 : 학교숲 조성 (산림청 지원)
- 2013년 10월 28일 : 도서실 리모델링
- 2024년 1월 5일 : 제74회 졸업식 42명 (졸업생 총원 14,596명)
- 2024년 3월 1일 : 제35대 이상복 교장 부임
- 2024년 3월 4일 : 제77회 입학식 (30명)

## 참고 자료
- 괴산중학교 - 한국교육학술정보원 학교알리미